# Îles des Trois Rois
Les îles des Trois Rois, Three Kings Islands ou Manawa-tawhi, forment un archipel néozélandais de la mer de Tasman. Elles sont situées à 55 km au Nord-Ouest du cap Reinga.

## Îles principales
- King Island - Great Island
- North East Island
- Farmers Rocks
- South West Island
- Princes Islands
- West Island

## Description
Résumé tiré de "Prehistoric Archaeological Sites on the Three Kings Islands" de Bruce W. Hayward.

### Île South West
L'île South West, qui couvre environ 28 hectares et est de forme ovale, possède une végétation variée dominée par le phormium, les herbes indigènes et des arbustes occasionnels. Entourée de falaises, la majeure partie de l'île est inaccessible, sauf à certains endroits où la navigation à travers la végétation est possible. Sa composition géologique, principalement du greywacke similaire à celui de Great Island, présente une variété de structures de falaises. L'ascension révèle une variété d'espèces végétales, culminant au sommet de la roche de lave andésitique. L'ornithologie de l'île comprend divers oiseaux terrestres tels que le campagnol, les martins-pêcheurs et les perruches, ainsi qu'une population limitée de pétrels. Des observations d'autres espèces animales telles que des mollusques et des insectes sont documentées. Bien qu'il n'y ait aucune preuve d'une occupation antérieure par les Maoris, des récits historiques suggèrent l'arrivée d'une famille maorie. L'introduction de chèvres en 1889 n'a pas permis leur survie sur l'île.

### Île North East
L'extrémité nord de North East Island marque un des points constituant la limite de la mer de Tasman avec l'océan Pacifique.
L'île, inexplorée et sans débarquement antérieur connu, est brièvement décrite par Cheeseman, comme rocheuse et précipitée, ce qui décourage les tentatives d'atteindre son sommet. Cependant, par une matinée favorable, la reconnaissance rapprochée d'un yacht révèle des points d'accès difficiles en raison de corniches en surplomb. Les atterrissages réussis se font sur la pointe sud, qui présente des falaises abruptes, des mousses, des lichens, des carex et diverses espèces végétales. Le plateau abrite un remarquable bosquet de puka, ouvert et semblable à un parc. Des signes d'occupation maorie ont été découverts, indiquant que l'île a été habitée au moins jusqu'en 1793. La faune de l'île comprend un nombre limité d'oiseaux indigènes, des nids de pétrels, des étourneaux et des merles. Placostylus bollonsi est présent sur toute l'île et des traces de terrassement maori suggèrent une activité humaine historique.

### Princes Islands
Les Princes Islands, qui forment un croissant entre les îles West et South West, comprennent cinq îlots et de plus petits rochers isolés. Avec des falaises abruptes et une hauteur moyenne d'environ 30 mètres, les îlots les plus grands abritent une végétation clairsemée composée de Disphyma australe, de phormium, de carex et de taupata rabougri. Un débarquement réussi sur un îlot révèle une variété d'espèces végétales, tandis que des colonies d'oiseaux, en particulier des fous de Bassan et des goélands, peuvent être observées. La structure géologique, identifiée comme de la lave andésitique, indique une origine volcanique différente de celle des plus grandes îles. L'île West, triangulaire et accidentée, n'a pas été explorée en raison de conditions météorologiques défavorables, mais son littoral fait l'objet d'une étude en vue d'un éventuel débarquement. On y trouve des buissons de puka, de pohutukawa, de kanuka et peut-être de Coprosma macrocarpa ou de Melicope ternata. Les tentatives d'installation d'un phare sur West Island ont été contrariées par son escarpement, si bien que l'on s'est appuyé sur la station radio de Cape Maria. Le texte se termine par une reconnaissance de l'expertise de Magnus Johnson et de son équipe dans la manipulation de petits bateaux dans des conditions difficiles lors des visites des îles.

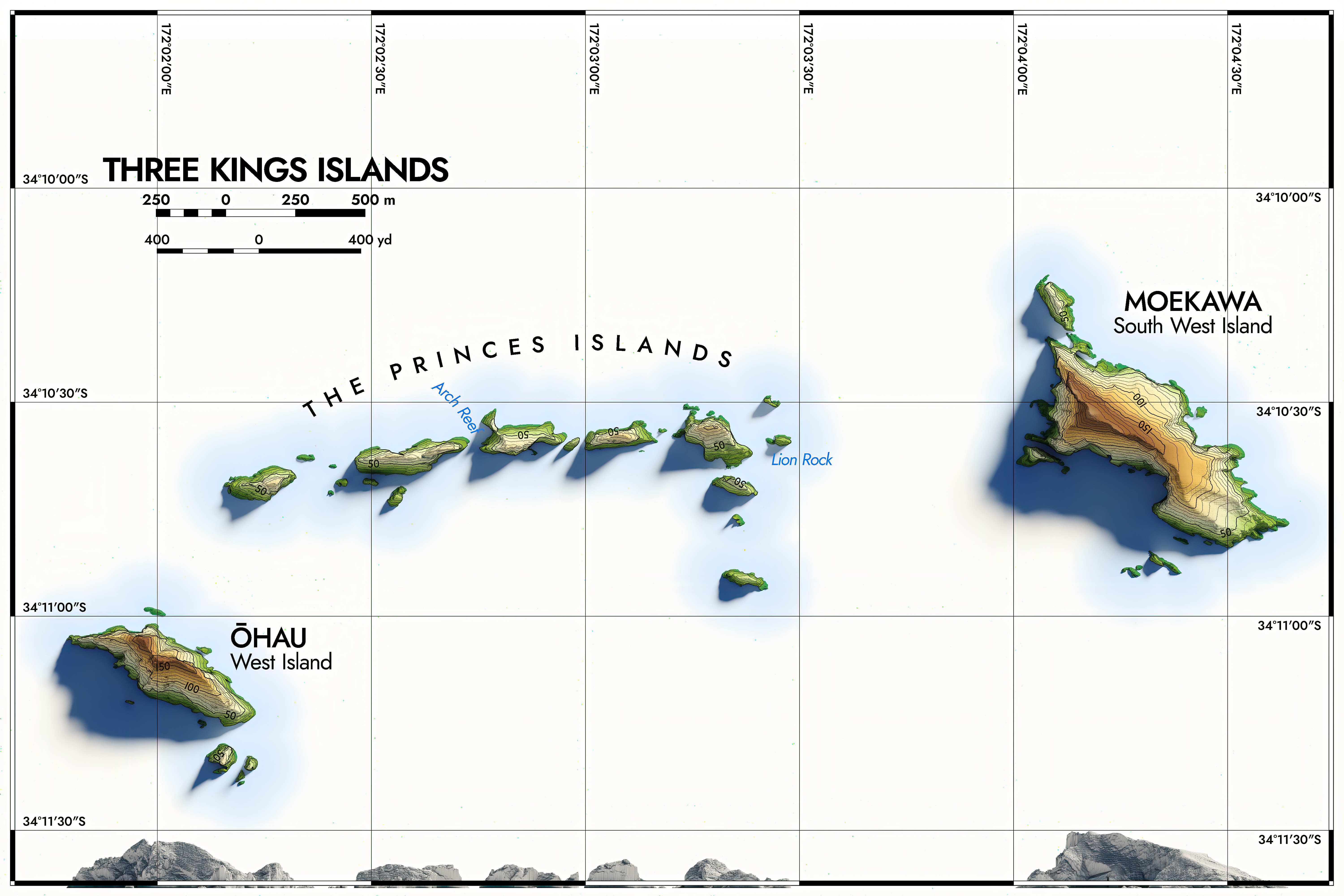
Carte des îles orientales de l'archipel Manawatawhi

## Archéologie et histoire
L'histoire traditionnelle de la présence préhistorique sur les îles Three Kings est entourée de documents historiques limités, n'offrant que peu d'indications sur le mode de vie et les activités des premiers habitants. Tom Bowline, le dernier habitant maori connu, a raconté que les îles abritaient autrefois une centaine de personnes, dirigées par Toumaramara. Tragiquement, cette communauté a été attaquée et massacrée par un groupe d'Aupouri, dirigé par Taiakiaki, à la fin du XVIIIe siècle (Cheeseman 1888).
Les observations européennes qui ont précédé cet événement malheureux d'au moins un siècle donnent un aperçu des difficultés rencontrées par les explorateurs. En janvier 1643, Abel Tasman jette l'ancre au large des îles et tente de débarquer, mais il se heurte à l'hostilité de la population maorie locale. Le journal de Tasman note l'absence d'habitation, à l'exception de l'eau douce dans la vallée de Tasman. Les visites européennes ultérieures de Marion du Fresne en 1772 et de d'Entrecasteaux en 1799 ont permis de recueillir d'autres observations sur les habitants et les activités des îles (Heeres 1898 ; Roth 1891).
Entre 1800 et 1830, des groupes d'Aupouri se rendent occasionnellement aux Trois Rois, mais aucune installation permanente n'a lieu durant cette période. Ce n'est que dans les années 1830 que Tom Bowline et sa famille, descendants de Toumaramara, s'installent sur Great Island, créant de grands jardins. Cependant, en 1840, les derniers résidents maoris avaient quitté les Trois Rois (Cheeseman 1888).
L'introduction des chèvres au XIXe siècle a eu un impact significatif sur la végétation et les caractéristiques archéologiques de l'île. Fraser a recensé en 1929 les premiers vestiges archéologiques, tandis qu'Archey, en 1948, a documenté des fragments de totara sculptés et de boîtes de cercueils provenant de grottes funéraires. Les visites et observations ultérieures d'archéologues, comme Ian Lawlor en 1979, ont fourni des plans détaillés des éléments de maçonnerie dans diverses vallées (Fraser 1929 ; Archey 1948).
Des observations plus récentes ont été faites lors de visites organisées par l'Offshore Islands Research Group en décembre 1982 et en novembre-décembre 1983. Les caractéristiques archéologiques de North East Island, Great Island, Tasman Valley, Castaway Valley et d'autres sites ont été documentées lors de ces visites (Offshore Islands Research Group).
L'interprétation des preuves archéologiques suggère que les Maoris préhistoriques ont largement utilisé les îles Three Kings pour la culture, l'habitation et la pêche. L'absence de structures défensives implique que les Maoris considéraient l'isolement naturel et les défenses des îles comme suffisants pour se protéger.
Hayward a mené en 1985 une étude archéologique complète sur les îles Three Kings, fournissant des informations précieuses sur l'utilisation préhistorique des îles par les Maoris. Les recherches ont porté sur plusieurs sites de Great Island, South West Island, Princes Islands et West Island. Les éléments archéologiques découverts ont mis en lumière divers aspects de la vie préhistorique, notamment les habitations, les cultures et leur impact sur le biote.
Sur l'île Great, la vallée de Tasman présentait des preuves substantielles d'activité préhistorique. Des éléments archéologiques, notamment des amas de pierres et des terrasses allongées, ont été observés dans le cours supérieur et le cours moyen de la vallée. Les observations antérieures de Fraser (1929<, cit. opt.) suggéraient une zone considérable de culture préhistorique, estimée à environ 30 hectares. En outre, des sites présentant des tranchées rectilignes et des terrasses plus petites et dispersées ont été identifiés, ce qui suggère des modes d'utilisation des terres diversifiés.
C'est dans la vallée de Castaway, sur Great Island, que l'on trouve la plus grande concentration de pierres et de terrasses. Le flanc de la colline présentait de nombreuses terrasses avec des murs de soutènement en pierre, ce qui indique une modification intensive des terres pour la culture. Des terrasses proéminentes identifiables suggèrent la présence d'habitations dans cette zone.
La partie nord-est de Great Island, en particulier les pentes au-dessus de South East Bay, présente des traces de petites terrasses et des dépôts de coquillages épars, indiquant des sites d'habitation potentiels. L'absence de structures défensives sur les îles suggère que la population maorie comptait sur l'isolement naturel et les défenses offertes par le paysage.
West East Island, la deuxième plus grande île du groupe, présente des caractéristiques archéologiques sur la crête sud, notamment des terrasses artificielles avec des murs de soutènement en pierre. La topographie difficile et les points d'accès limités de l'île West laissent supposer qu'elle pourrait être utilisée pour des activités temporaires, peut-être pendant la saison de la chasse au mouton.
Les îles Princes, des îlots rocheux situés entre les îles South West et West, n'ont pas révélé de traces archéologiques significatives. Bien que des débarquements aient été possibles sur le côté nord de certains îlots, aucune découverte concluante n'a été rapportée par l'équipe de recherche de 1983.
L'interprétation de l'archéologie par Hayward a mis en évidence des aspects clés de la vie préhistorique sur les îles Three Kings. L'absence de structures défensives suggère l'absence de menaces perçues, et la distribution des caractéristiques archéologiques indique une utilisation stratégique du paysage pour les cultures et les habitations.

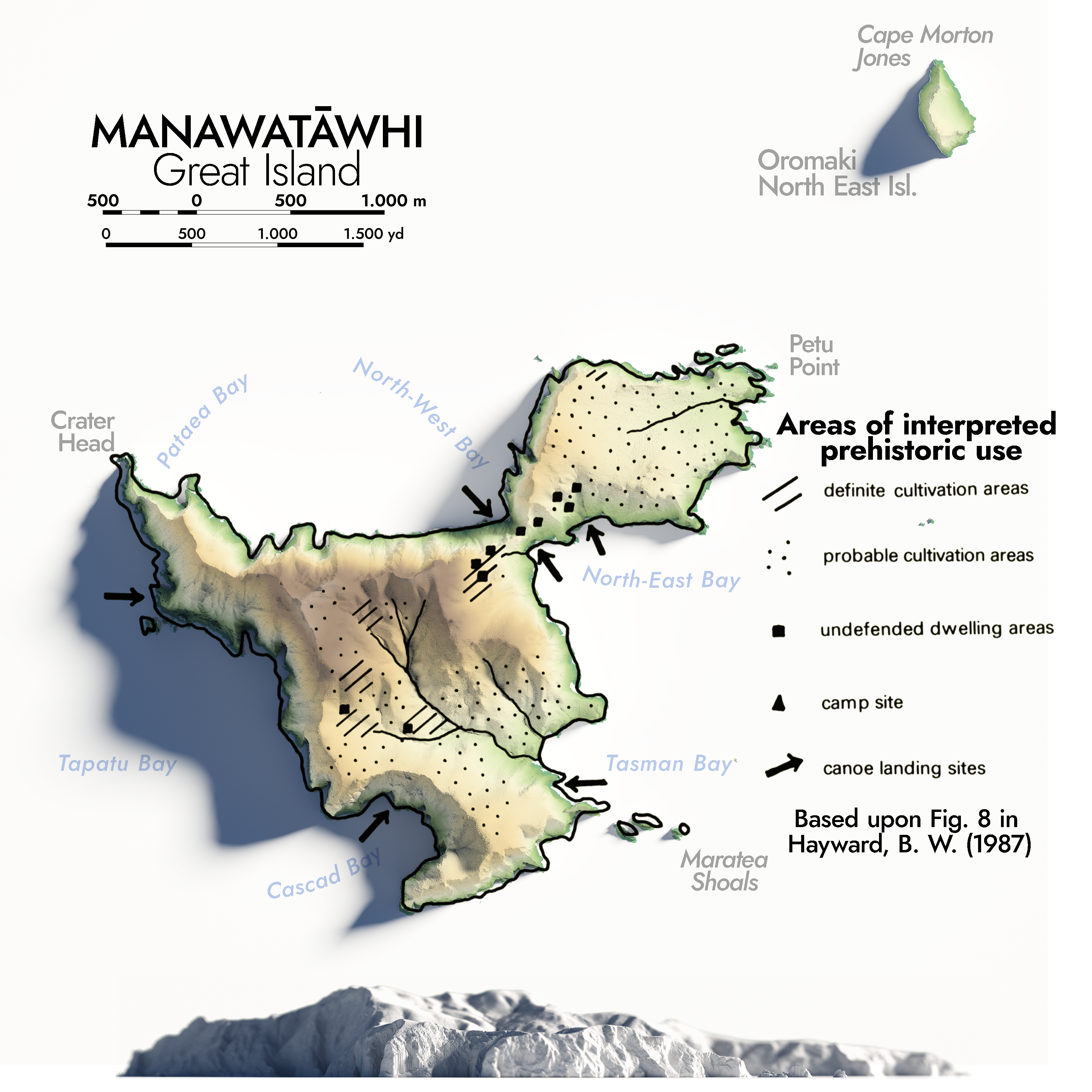
Carte montrant les zones d'utilisation préhistorique interprétée, surimpression de la Fig. 8 de Hayward, B. W. (1987) sur une carte moderne.

Les preuves archéologiques suggèrent que la population maorie préhistorique sur les îles Three Kings était probablement limitée, avec une population estimée à moins de 100 individus. L'impact de leurs activités sur le biote, en particulier le défrichement intensif des forêts côtières, a eu des conséquences écologiques durables, entraînant la réduction et l'extinction potentielle d'espèces végétales et animales endémiques.
L'étude méticuleuse de Hayward, qui s'appuie sur des documents historiques et des observations de terrain, permet de comprendre la présence préhistorique des Maoris sur les îles Three Kings, en mettant l'accent sur leur capacité d'adaptation à l'environnement difficile de l'île.
Les premiers rapports et observations de Fraser (1929), y compris les idées sur la nature répandue des caractéristiques archéologiques, apportent un contexte historique précieux à l'étude. La présence de grottes funéraires sur Great Island, signalée par Archey (1948, cit opt.), apporte une profondeur archéologique supplémentaire, avec la découverte de sculptures en totara et de restes humains.
Baylis contribue en 1948 à la compréhension de la végétation de Great Island, offrant un aperçu du contexte écologique des activités préhistoriques des Maoris. Les notes détaillées de Cheeseman, entre 1888 et 1891 sur les îles Three Kings fournissent des perspectives historiques sur la flore et la faune des îles, offrant une perspective comparative pour évaluer les changements écologiques au fil du temps.
Le récit historique de La Pérouse (en 1799), qui relate un voyage autour du monde, donne un aperçu de l'aspect des îles à la fin du XVIIIe siècle. Les premiers documents européens et l'histoire traditionnelle maorie, mentionnés dans l'interprétation de la dynamique des populations préhistoriques, sont évoqués sans être explicitement cités. Ces sources contribuent à une compréhension historique et écologique plus large des îles Three Kings.